# 白老バーガー&ベーグル

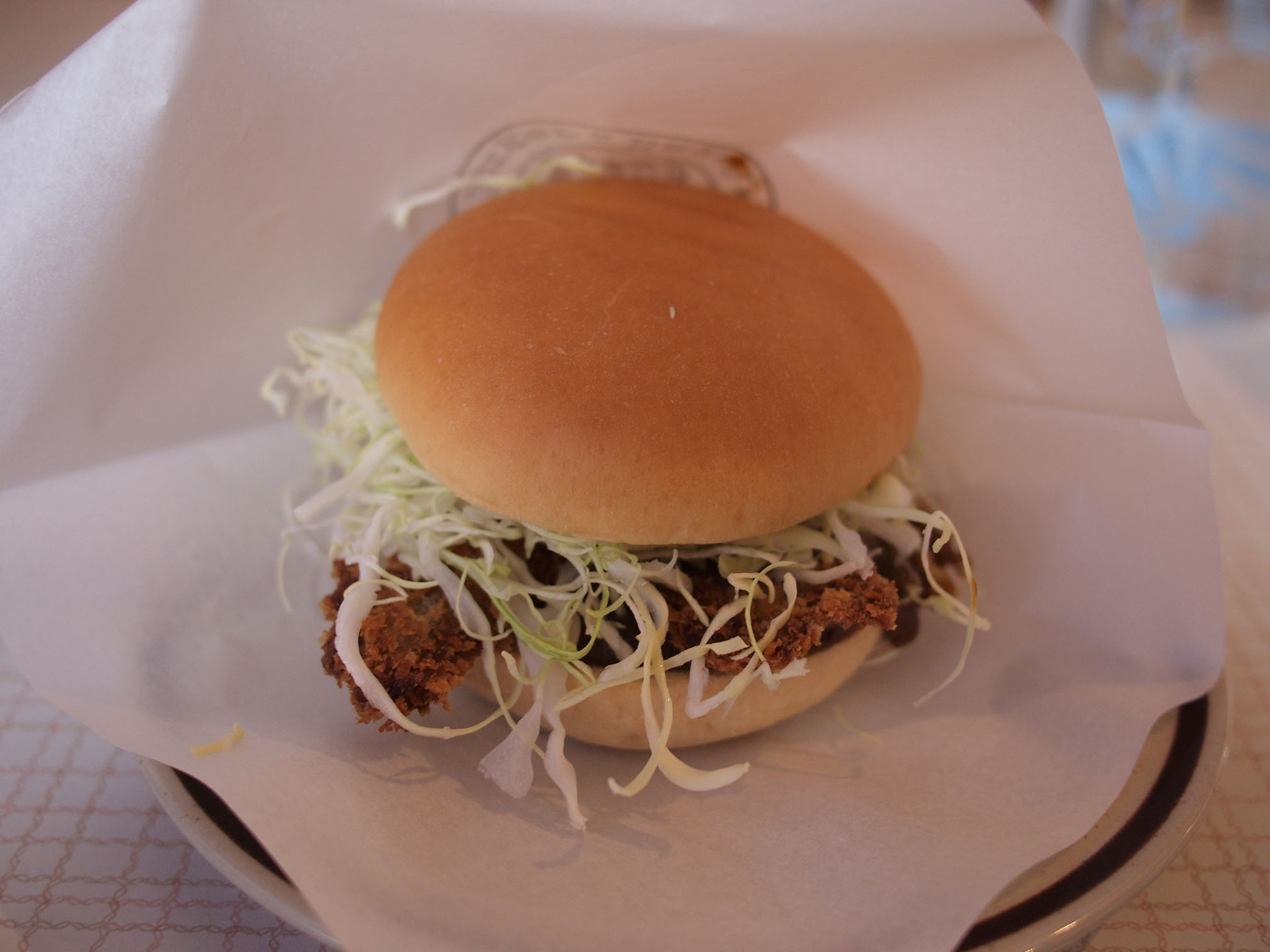
白老牛カツバーガー

白老バーガー&ベーグル（しらおいバーガーアンドベーグル）は、北海道白老郡白老町で販売されているご当地ファーストフードである。 

## 概要
白老町内で生産・水揚げされた食材(白老牛・虎杖浜たらこ・たまご・エビ・さら貝・鱈・鮭・イクラ・ホタテ・SPF豚)を道産小麦で作られたバンズ或いはベーグルに挟んだ料理。
2007年7月20日販売が開始され、2010年4月現在、白老町内の13店舗で33種類のバーガー&ベーグルが販売されている。
販売店それぞれの独自のレシピで販売されている。
主要食材は白老産とし、バンズやベーグルは白老町内の知的障がい施設が生産したものを使用し、他食材なども白老町内で仕入れているため、白老町内での食材調達となっている。
パンフレットやホームページの制作、バーガー紙・のぼりなどの購入は「白老バーガー＆ベーグル研究会」事務局が行っている。
定義される項目は以下の通り。
1.白老産の食材を主要食材としてバーガーあるいはベーグルにはさんで提供する。
2.野菜、小麦粉などの周辺食材は北海道産とする。
3.傘下商品は研究会に登録するものとする。
4.販売価格は原則として1個1,000円以内とする。
5.調理方法は各会員事業者の自由とする。
6.販売者は原則として白老町内の事業者とする。
　ただし、会員協議の上、特に認められた事業者に関してはこの限りではない。
7.共通のロゴマークを作成し、各種販売物、包装物などに使用する。
販売店は次の通り　※（　）内数字は、取扱い品目数
- ていくあうと　牛屋（べこや）　（8）
- 白老たまごの里　マザーズ　（1）
- レストラン　おおきな木　（1）
- 味の宝竜　（1）
- ななかまど　（5）
- レストハウス　アンゼリカ　（1）
- ファミリー居酒屋　河庄　（4）
- 炭火焼きレストラン　牛の里　（2）
- スーパーくまがい　（2）
- しらおい創造空間「蔵」　（3）
- ウエムラ牧場　（1）
- はしもと珈琲館　（3）
- たらこ家虎杖浜　（1）

## 参考
- 白老バーガー&ベーグル